# Bryan Grant
Bryan Moral Grant, Junior (ur. 25 grudnia 1910 w Atlancie, zm. 5 czerwca 1986 tamże) – amerykański tenisista.
W latach 30. był zawodnikiem ścisłej czołówki USA; od 1930 do 1941 klasyfikowano go dziewięciokrotnie w czołowej dziesiątce rankingu amerykańskiego, w tym w 1935 i 1936 jako nr 3. Specjaliści widzieli go także dwukrotnie w czołowej dziesiątce na świecie – w 1936 na pozycji nr 8, rok później na pozycji nr 6.
Do jego największych osiągnięć należy zaliczyć trzykrotne mistrzostwo USA na kortach o nawierzchni ziemnej (1930, 1934, 1935) oraz dwa półfinały w mistrzostwach USA (obecnym US Open, rozgrywanym wówczas na kortach trawiastych). W turnieju w 1935 wyeliminował Dona Budge’a (rozstawionego z numerem 2); w 1936 uległ w półfinale późniejszemu zwycięzcy, Fredowi Perry’emu (4:6, 6:3, 5:7, 2:6). W 1937 (porażka z von Crammem) i 1938 docierał w mistrzostwach USA do ćwierćfinału.
W latach 1935–1937 był członkiem reprezentacji USA w Pucharze Davisa, przyczyniając się do zdobycia trofeum w 1937.
Kontynuował karierę w tenisowych rozgrywkach weteranów; zdobywał mistrzostwo USA w różnych kategoriach wiekowych dziewiętnastokrotnie (1956 i 1957 mistrzostwa USA na kortach trawiastych powyżej 45 lat; 1965–1968 mistrzostwa USA na kortach trawiastych powyżej 55 lat; 1959–1961 i 1963 mistrzostwa USA na kortach ziemnych powyżej 45 lat; 1965–1969 mistrzostwa USA na kortach ziemnych powyżej 55 lat; 1976 i 1977 mistrzostwa USA na kortach ziemnych powyżej 65 lat; 1976 mistrzostwo USA na kortach twardych powyżej 65 lat).
W 1972 został wpisany do Międzynarodowej Tenisowej Galerii Sławy. Jego imię nosi centrum tenisowe w Atlancie (od przydomka używanego przez tenisistę w ciągu kariery – Bitsy – nazwane Bitsy Grant Tennis Center).